# Chowdahalli, Chamarajanagar
Chowdahalli là một làng thuộc tehsil Chamarajanagar, huyện Chamarajanagar, bang Karnataka, Ấn Độ.